# Cité El Khadra (délégation)
Pour les articles homonymes, voir Khadra (homonymie).
Cité El Khadra est une délégation tunisienne dépendant du gouvernorat de Tunis.
En 2004, elle compte 36 818 habitants dont 18 908 hommes et 17 910 femmes répartis dans 10 100 ménages et 11 035 logements.
Elle comporte un certain nombre de quartiers dont :
- Cité El Khadra ;
- Cité El Wafa ;
- Cité Jardins ;
- Cité Olympiades ;
- Cité Olympique ;
- Cité Star ;
- Charguia ;
- Kheireddine Pacha.

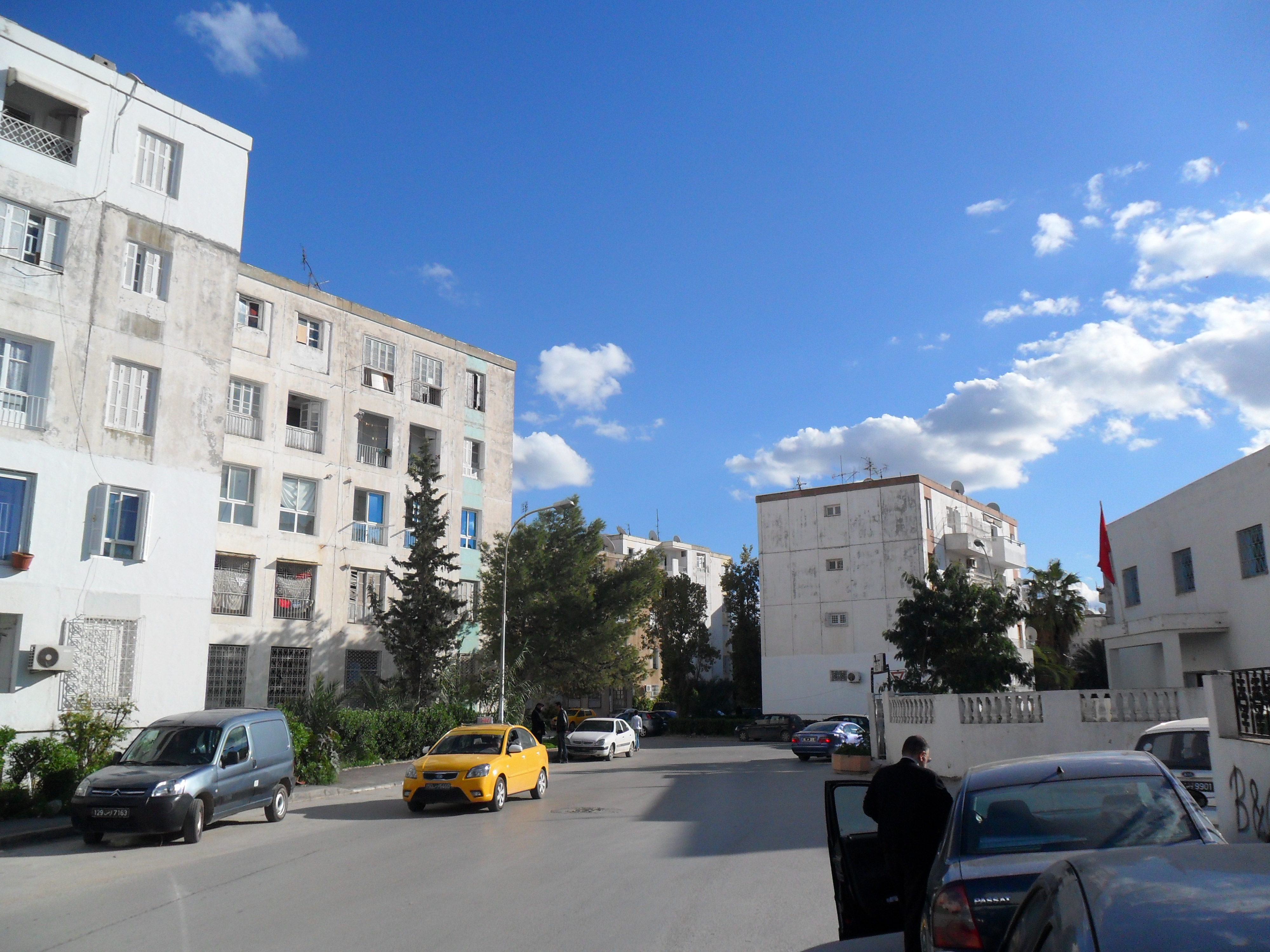
Cité Olympique

Elle est délimitée par la municipalité de l'Ariana au nord, le lac de Tunis ainsi que la délégation de Bab El Bhar au sud, la municipalité du Kram à l'est et la délégation d'El Menzah à l'ouest.